# Aj, Carmela! (pieśń)
Aj, Carmela! (hisz. ¡Ay, Carmela!) – pieśń sił republikańskich, oraz brygad międzynarodowych z czasów hiszpańskiej wojny domowej w latach 1936–1939. Oryginalna wersja miała ponad dziesięć zwrotek.

## Warianty pieśni
Istnieją dwa warianty tej piosenki. Pierwszy, El Paso del Ebro (pol. Przejście przez Ebro), dotyczy walk nad rzeką Ebro, a drugi, Viva la XV Brigada (pol. Niech żyje XV Brygada) – bitwy nad Jaramą.
W obu wariantach wykorzystuje się muzykę, która wywodzi się z wojny na Półwyspie Iberyjskim, z czasów wojen napoleońskich.
Piosenka też jest znana jako El Ejército del Ebro (pol. Armia Ebro), ¡Ay, Manuela! (pol. Aj, Manuela!) oraz Rumba la Rumba.
Ponadto siły frankistów posiadały własną wersję pieśni o nazwie „Por el río Nervión” (pol. Nad rzeką Nervión)

## Tekst
| El Ejército del Ebro ¡Rumba la rumba la rum bam bam! Una noche el río cruzó, ¡Ay, Carmela, ay, Carmela! Y a las tropas invasoras ¡Rumba la rumba la rum bam bam! Buena paliza les dio, ¡Ay, Carmela, ay, Carmela! Viva la quinta brigada ¡Rumba la rumba la rum bam bam! Que se ha cubierto de gloria, ¡Ay, Carmela, ay, Carmela! Luchamos contra los moros ¡Rumba la rumba la rum bam bam! Mercenarios y fascistas, ¡Ay, Carmela, ay, Carmela! El furor de los traidores ¡Rumba la rumba la rum bam bam! Lo descarga su aviación, ¡Ay, Carmela, ay, Carmela! Pero nada pueden bombas ¡Rumba la rumba la rum bam bam! Donde sobra corazón, ¡Ay, Carmela, ay, Carmela! Contrataques muy rabiosos ¡Rumba la rumba la rum bam bam! Deberemos combatir, ¡Ay, Carmela, ay, Carmela! Pero igual que combatimos ¡Rumba la rumba la rum bam bam! Prometemos resistir, ¡Ay, Carmela, ay, Carmela! |

| Viva la XV Brigada Viva la Quince Brigada, rumba la rumba la rumba la. Que se ha cubierto de gloria, ¡Ay Manuela! ¡Ay Manuela! Luchamos contra los moros, rumba la rumba la rumba la. Mercenarios y fascistas, ¡Ay Manuela! ¡Ay Manuela! Solo es nuestro deseo, rumba la rumba la rumba la. Acabar con el fascismo, ¡Ay Manuela! ¡Ay Manuela! En el frente de Jarama, rumba la rumba la rumba la. No tenemos ni aviones, ni tanques ni cañones, ¡Ay Manuela! ¡Ay Manuela! Ya salimos de España, rumba la rumba la rumba la. A luchar en otros frentes, ¡Ay Manuela! ¡Ay Manuela! |

## Osłuchaj
- W przypadku problemów z odtwarzaniem zobacz instrukcję obsługi